# Polycoccum sporastatiae
Polycoccum sporastatiae är en svampart som tillhör divisionen sporsäcksvampar, och som först beskrevs av Martino Anzi, och fick sitt nu gällande namn av Arnold. Polycoccum sporastatiae ingår i släktet Didymocyrtis, och familjen Dacampiaceae. Arten är reproducerande i Sverige.